# Богдановка (Броварский район)
Богда́новка (укр. Богданівка) — село, входит в Великодымерскую поселковую общину Броварского района Киевской области Украины.
Население по переписи 2001 года составляло 3007 человек. Занимает площадь 6,14 км².

## Местный совет
07433, Киевская обл., Броварский р-н, с. Богдановка, ул. Б. Хмельницкого, 219

## История
В XIX веке село Богдановка было в составе Семиполковской волости Остерского уезда Черниговской губернии. В селе была Параскеевская церковь.
В 2022 году в ходе вторжения России в Украину в село вошли части российской 90-й танковой дивизии. При наступлении на Киев части дивизии попали в засаду и понесли большие потери. Некоторые из частей дивизии после этого укрылись в Богдановке, где совершали убийства и изнасилования местных жителей.